# 印度種族之間的關係
印度種族之間的關係涉及到印度人對其他種族的人的態度。在印度，幾乎每個省都有其民間音樂、詩歌和舞蹈，形式獨特文化，並相互影響；而印度對非印度人（尤其是非白人及黑人）普遍帶有種族歧視。

## 良性關係
印度不同地區有不同的文化，而印度人亦尊重自己和其他人的文化傳統，使印度在統一的情況下擁有多樣性。不同種姓的人會參加其他宗教或種姓的節日不同宗教的人亦可到訪其他宗教的寺廟（如一些印度教徒會到清真寺，一些穆斯林會參觀印度教寺廟），而近年來種姓之間亦有通婚，此令民族更團結，某些州政府更獎勵種姓或宗教之間的婚姻；印度是全球語言多樣性排名前10位的國家之一，操不同語言的人會在同一地方生活（尤其是阿魯納恰爾邦）。

## 惡性關係
印度最大規模的種族攻擊是對比哈里人的攻擊。印度中央政府非常忽視比哈爾邦的社會福利和經濟發展，而在20世紀90年代，邦政府被指嚴重腐敗，因此，比哈爾邦在有經濟增長率方面比印度其餘地區低，不少比哈爾人遷到印度其他地區找工作；而比哈里的農民工亦受到越來越多的種族歧視、偏見和暴力，他們往往因口音而被嘲笑。在2000年和2003年，反比哈里人的暴力導致200人死亡，而在東北部各州如阿薩姆邦、曼尼普爾邦和那加蘭邦也出現針對比哈里人的種族攻擊，導致數百比哈里人死亡，數千人流離失所。
近年來，印度出現了對印度東北部人口的歧視，他們因特有的蒙古人種的臉部和眼睛外觀受到虐待和騷擾；在印度東北部亦有對其他種族的暴力攻擊(如孟加拉人)。
來自其他國家的人也有因他們的國籍和膚色被印度人歧視，特別是非洲人。一些非洲留學生因此受到影響，亦有些外國人被剝奪住宿。